# 수수께끼

수수께끼는 질문에 대해서 재치 있는 대답을 요구하는 말장난을 이용한 퀴즈다. 다만 보통 퀴즈와는 달리 정답이 사실에 근거한 것보다, 말의 의미를 억지로 가져다 붙이거나 동음이의어를 이용한 익살이나 농담인 경우가 많다. 음운을 되풀이하거나, 무언가에 빗대어 표현한다. 돌려서, 단어에 의해 완곡적으로 알 수 있게 하는 것도 수수께끼라고 한다.

## 같이 보기
- 룸펠슈틸츠헨